# Алексеев, Фёдор (подьячий)
Фёдор Алексе́ев (XVII век) — дьяк Русского царства в правление царей Михаила Фёдоровича и Алексея Михайловича.

## Биография
Ранняя биография неизвестна. Впервые упоминается в 1630/1631 году в качестве подьячего Поместного приказа с окладом 6 рублей. В 1631/1632 году — там же с окладом 8 рублей, выбыл в августе 1632 года. В 1632/1633 году упоминается как находившийся в Свияжске. В 1644/1645 году — подьячий Псковского стола Поместного приказа с окладом 8 рублей. В сентябре 1646 года был переписчиком дворов в Брянске вместе с Борисом Колтовским. В мае 1648 года вместе с Андреем Лазаревым был послан на Дон. Дальнейшая биография неизвестна.